# 시그프리드 서순

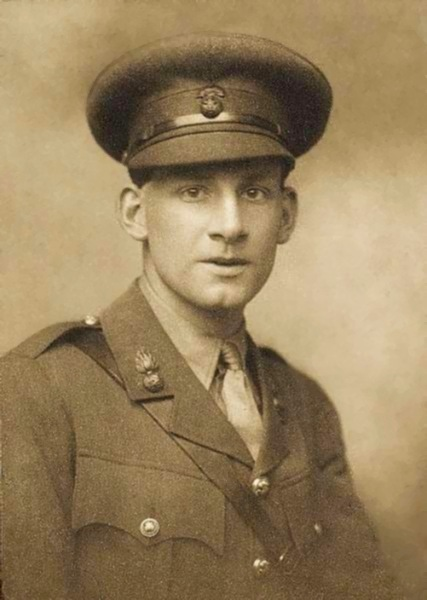
시그프리드 서순 (1915년)
촬영: 조지 찰스 베레스포드

시그프리드 서순(Siegfried Loraine Sassoon, CBE, 1886년 9월 8일 ~ 1967년 9월 1일)은 영국의 시인이자 작가, 군인이다. 서부 전선에서의 체험을 묘사한 시로 제1차 세계 대전 당시 이름있는 시인들 중 한명이 되었다.

## 서훈
- 1951년 대영 제국 훈장 3등급(CBE) 수훈[1]